# Gerald Cash
Sir Gerald Christopher Cash (Nasáu, 28 de mayo de 1918 – Nasáu, 6 de enero de 2003) fue el tercer Gobernador General de las Bahamas de 1979 a 1986.

## Biografía
Cash nació en Nasáu y estudió en la Eastern Senior High School y el Government High School de Nasáu. Cash se colegió como abogado en Bahamas en 1940 y en Reino Unido en el Middle Temple en 1948.
En 1949, Cash fue elegido Miembro del Parlamento del Cámara de la Asamblea. Cash se desempeñó como miembro del Consejo Ejecutivo de 1958 a 1962 y Senador de 1969 a 1979. En 1964, Cash fue nombrado como Oficial de la Orden del Imperio Británico.
Cash se desempeñó como Vicegobernador General de Milo Butler en cinco ocasiones desde 1973 hasta 1976. Cash fue nombrado Gobernador General Interino en 1976 y, en 1977, Cash fue nombrado de Caballero Comandante de la Real Orden Victoriana (KCVO). En 1980, Cash recibió el nombramiento de Caballero de la Gran Cruz de la Orden de San Miguel y San Jorge (GCMG).
Cash Fue nombrado Gobernador General en 1979. Ocupó ese cargo hasta su retiro en 1986, convirtiéndose en Gobernador General más longevo de la historia de la Commonwealth de las Bahamas.
Sir Gerald Cash murió en 2003 a los 85 años a causa de un ataque cardíaco.